# Myotis oxyotus
Myotis oxyotus és una espècie de ratpenat de la família dels vespertiliònids. Viu a Bolívia, Colòmbia, Costa Rica, l'Equador, Panamà, el Perú i Veneçuela. El seu hàbitat natural són els boscos perennes d'altiplà i els boscos montans. És una espècie en risc mínim, és a dir, no sembla que hi hagi cap amenaça significativa per a la seva supervivència.